# Брянчанинов, Пётр Александрович
Пётр Александрович Брянчанинов (24 марта (5 апреля) 1809 — 25 июля (6 августа) 1891, Николо-Бабаевский монастырь) — российский военный и государственный деятель.

## Биография
Второй сын Александра Семеновича Брянчанинова и Софьи Борисовны Брянчаниновой, младший брат епископа Игнатия Брянчанинова.
В службу вступил 3 июня 1824 вступил кондуктором в Кондукторскую роту Главного инженерного училища, с оставлением в том же училище после окончания Кондукторских классов. 20 ноября 1827 по окончании Офицерского класса училища выпущен прапорщиком. 20 декабря 1828 переведен в 7-й пионерный батальон.
Участвовал в русско-турецкой войне 1828—1829 годов. 30 августа 1829 за отличие в сражении против турок произведен в подпоручики. Поручик (26.03.1832). 23 ноября 1834 произведен в штабс-капитаны с переводом в Бородинский егерский полк и по ходатайству старшего брата назначен адъютантом к генерал-адъютанту Н. Н. Муравьеву. Капитан (29.12.1835), майор (26.03.1839). Командовал батальоном 5-го корпуса Кавказской армии. После своей вынужденной отставки Муравьев рекомендовал Брянчанинова в адъютанты к командиру 15-й пехотной дивизии генерал-майору П. А. Данненбергу.
Продолжал оживленную переписку с Муравьевым до самой его смерти; за период с 1837 по 1866 год сохранилось более 150 писем Брянчанинова к бывшему начальнику.
После смерти жены (1845) Брянчанинов стал подумывать об уходе в монастырь. 6 декабря 1847 вышел в отставку с производством в подполковники, 14 марта 1848 высочайшим приказом по Гражданскому Ведомству был причислен к министерству внутренних дел. В 1852 году был направлен в Кострому и 16 декабря 1852 стал Костромским вице-губернатором.
В конце 1854 года Н. Н. Муравьев был назначен главнокомандующим и наместником на Кавказе. Вскоре Ставропольский вице-губернатор Борзенко предложил Брянчанинову поменяться с ним местами, и 24 октября 1855 тот был переведен вице-губернатором в Ставрополь. Уже в следующем году Муравьев, не согласный с условиями Парижского мира, подал в отставку. Брянчанинов начал хлопотать о переводе с Кавказа в Тобольск, но передумал под влиянием нового наместника князя А. И. Барятинского и после назначения святителя Игнатия епископом Кавказским и Черноморским с кафедрой в Ставрополе.
1 августа 1859 был назначен Ставропольским губернатором и 17 декабря 1859 произведен за отличие в действительные статские советники.
При нем был открыт Ставропольский губернский статистический комитет, который кроме сбора статистики проводил научные исследования, занимался топографией и вел метеорологические наблюдения.
По поручению князя Барятинского губернатор
изучил расположение Кавказских Минеральных Вод и выдвинул ряд предложений по организации курортов.
После того как Игнатий в 1861 году отказался от епископской кафедры, Петр также решил оставить службу и начал обсуждать с братом свой уход в монастырь.
21 июня 1862 он получил отставку с назначением, помимо положенной пенсии, пожизненного губернаторского оклада, после чего переехал на жительство в Николо-Бабаевский монастырь.
С 1866 нода занимался изданием работ Игнатия. В 1885 году был пострижен архимандритом Иустином в монашество с именем Павел. В 1886 году опубликовал второе издание, исправленное и дополненное, «Сочинений епископа Игнатия Брянчанинова» в 5 томах.

## Семья
Жена (1841): Ольга Сергеевна Левшина (1821—26.11.1845), дочь полковника артиллерии
Дети:
- Мария (1842)
- Алексей (11.6.1843—27.5.1907), сенатор, тайный советник